# Saint-Rémy-sur-Durolle
Saint-Rémy-sur-Durolle è un comune francese di 1 878 abitanti situato nel dipartimento del Puy-de-Dôme nella regione dell'Alvernia-Rodano-Alpi.

## Società

### Evoluzione demografica
Abitanti censiti